# Карпенко Вадим Миколайович
Вадим Миколайович Карпенко (нар. 19 березня 1962, Івано-Франківськ) — український письменник, перекладач, видавець, громадський діяч.

## Біографічні відомості
Народився в Івано-Франківську в сім'ї поета Миколи Карпенка. Восени 1976 року разом з батьками переїхав до Києва.
У 1979 році закінчив Київську середню школу № 109 (спеціалізована з вивченням французької мови), в 1984 — факультет романо-германської філології Київського Держуніверситету ім. Т. Г. Шевченка (французька та англійська мови).
1984—1986 — проходив строкову військову службу, як офіцер-перекладач групи радянських військових спеціалістів у республіці Малі; згодом, як офіцер запасу, двічі проходив перепідготовку, в тому числі навчання без відриву від виробництва по курсу «спецпропаганда».
1986—1988 — молодший редактор редакції зарубіжної літератури видавництва «Дніпро».
1988—1991 — Бориспільська митниця: інспектор, старший інспектор.
1992—1995 — Державний митний комітет України: провідний інспектор; помічник Голови Комітету; керівник прес-служби; заступник начальника відділу на правах управління.
1995—1996 — навчався в Українській академії державного управління при Президентові України; спеціальність — державне управління, спеціалізація — право.
1996—1997 — навчався в Міжнародному інституті державного управління в Парижі (I.I.A.P.); спеціальність — загальне управління.
1997—1998 — Інформаційне агентство «Українські новини»; менеджер з розповсюдження (продажу) продукту.
1998—2001 — активне співробітництво з українським телебаченням (канали УТ-1, 1+1), переклад французьких фільмів. Зокрема, здійснив українські переклади фільмів: «Залізна маска», «Американська ніч», «Жандарм у Нью-Йорку», «Жандарм відпочиває», «Жандарм та інопланетяни», «Уік-енд у Берні», «Венеція взимку», «Люди з Могадору», «Карл Великий», «Нік, мисливець за головами», «Дивний спадок», «Моліться за нас», «Двічі мільйонер», «Катя», «Пригоди Нестора Бурми», «Зовнішні ознаки багатства» та інші.
2003—2006 — Директор видавництва «Український письменник». З травня по грудень 2003-го спільно з партнерами підготував видавничий проект «дитяча книжка з касетою» (його було окремо відзначено на виставці «Книжковий сад» 2004 року), видав перший повний український переклад «Книги Псалмів» (поетичний переспів батька — Миколи Карпенка).
2006 року на весняній виставці «Медвін» у Києві презентував видання «Билини. Київський цикл» в українському поетичному перекладі батька (Миколи Карпенка) та з графічними ілюстраціями сина (Олексія Карпенка).
З вересня 2021 — начальник Культурно-освітнього центру неформальної освіти Центрального будинку офіцерів ЗСУ.

## Громадська діяльність
З 2011 року — координатор громадського об'єднання «Творчий клуб „Марко та Харко“», яке започатковує Всеукраїнський літературний конкурс серед підлітків «Краще літературне оповідання» (первинна назва «Ми — підлітки. Краще оповідання») та щорічний турнір з фехтування на шаблях серед юніорів. За результатами конкурсу видано збірник оповідань «Третій фронт. Пройти через усе» (2012).
21 березня 2013 року Вадим Карпенко бере активну участь у всеукраїнському тижні дитячого читання в Івано-Франківській бібліотеці для дітей, а 11 жовтня цього ж року — у сьомому всеукраїнському літературно-мистецькому святі «Просто на Покрову» в Коростені.

## Творчий доробок
У лютому 1992 року побачила світ перша частина авторського коміксу «Марко Пиріг, запорожець. Як Пиріг став Пирогом» (тираж 100000 примірників). Комікс був виданий тонким зошитом і передбачав продовження у вигляді другої та третьої частини. Але гіперінфляція надовго змінила плани і автора, і художника, і видавця.
З 1998 року — приватний видавець; узявся за створення дитячих книжок та двомовних словників у тому числі як упорядник: «Французько-український словник правничої термінології» (2001), «Франція. Мовно-країнознавчий словник.» (2002, 2003, відзначений дипломом на конкурсі «Мистецтво книги України 2003 року»), «Українсько-французький тематичний словник» (2003, 2004), «Українсько-німецький тематичний словник» (2004). Спільно з сином-ілюстратором створено серію дитячих книг «Книжкова шафа. Дитяча шухлядка.» (2003) та «Місто пригод» (2004).

### Художні твори
- Карпенко В., Гайдученко О. (художник). Марко Пиріг, запорожець: Як Пиріг став Пирогом. Комікс. — К.: МСП «Козаки», 1992. — 24 с.[1]
- Карпенко В. Бова-королевич. П'єса на п'ять дій з громами і блискавками. — К.: Видавець Карпенко В. М., 2002. — 54 с.
- Карпенко В. Марко та Харко: бурлескний роман (Увійшли: Як Пиріг став Пирогом. Як Пиріг став козаком. Перші синці.) / В. М. Карпенко. — К. : Український письменник, 2003. — 251 с.
- Карпенко В. Судак Ю. (художник). Як Пиріг став Пирогом. Комікс. — К.: Видавничий дім «Козаки», 2005. — 94 с.
- Карпенко В. Марко та Харко. Роман-жарт. (Як Пиріг став Пирогом. Як Пиріг став козаком). — К.: Видавець Карпенко В. М., 2005. — 176 с.
- Карпенко В. Перші синці. Роман-жарт. — К.: Видавець Карпенко В. М., 2006. — 160 с.
- Карпенко В. Бова-королевич та трохи корисного для здоров'я гумору. — К.: Видавець Карпенко В. М., 2006. — 88 с.
- Карпенко В. Марко та Харко. Чарівна сила Крутивітра. Роман-жарт. — К.: Видавець Карпенко В. М., 2008. — 176 с.
- Карпенко В. Михайло Потик, крутий богатир. Билина-жарт. — К.: Видавець Карпенко В. М., 2008. — 56 с.
- Карпенко В. Пригоди Марка та Харка. — К., 2010. — 448 с.
- Роже Тигран (Вадим Карпенко). Віртуальна коханка. Українська еротика. — К.: Видавець Карпенко В. М. 2011, 2016. — 448 с.
- Карпенко В., Цах В. (художник). Про козака-малюка. Комікс-розмальовка. — К.: Видавець Карпенко В. М., 2013. — 28 с.

### Інше
- Патрік Модіано. Неділі в серпні / пер. Вадим Карпенко, Ярослав Коваль. — К.: журнал Всесвіт, № 2, 1989 р.[2]
- Карпенко В., Федько Ю. Українсько-французький тематичний словник. — К.: Видавець Карпенко В. М. 2009—300 с.
- Карпенко В., Волкова О., Карпенко О., Капустіна Т. Словник діалектизмів, запозичень та застарілих слів в українській мові. Інформаційна безпека країни в умовах українсько-російського конфлікту. Схеми, поняття, класифікації висновки. Збірник статей та матеріалів / упорядники Карпенко В. М., Ткачук Р. В. — К.: Видавець Карпенко В. М. 2017, — 160 с.
- Вадим Карпенко. Українські прислів'я та приказки. — К.: Видавець Карпенко В. М., 2021. — 136 с.

Також є автором низки книг у електронному форматі.

## Нагороди
- Літературна премія ім. Василя Юхимовича за книгу «Пригоди Марка та Харка» (2013)